# Die letzten Krieger
Die letzten Krieger (Alternativtitel: Die Legende von Kolovrat, Originaltitel: Legenda o Kolowrate/Легенда о Коловрате) ist ein russischer Historienfilm aus dem Jahr 2017 über die mongolische Invasion der Rus und Jewpati Kolowrat.

## Handlung
Im 13. Jahrhundert ist das übermächtige mongolische Reiterheer unter Batu Khan unaufhaltbar Richtung Europa unterwegs. Als erstes russisches Fürstentum auf ihrem Weg liegt das Fürstentum Rjasan. Unter der Führung von Jewpati Kolowrat stellen sich 1700 Krieger den Mongolen entgegen und zeigen, was wahrer Mut, Stärke und Opferbereitschaft bewegen können.

## Hintergrund
Anführer Jewpati Kolowrat gilt als legendärer Held der russischen Geschichte. Bei der Belagerung handelt es sich um die Belagerung von Alt-Rjasan (damals Rjasan) im Jahr 1237. In dieser nahm das mongolische Kriegsheer unter Batu Khan Rjasan als erste Stadt des in Russland ein, bevor er weitere Gebiete in Russland eroberte. Während der Belagerung war Kolowrat nicht in der Stadt und traf erst kurz nach der Schlacht ein. Aufgrund des Anblicks schwor er Rache und versammelte 1700 Männer um sich. Er vernichtete ein Wachbataillon Batu Khans und tötete einen von Khans Verwandten, bevor er selber im Kampf fiel. Seit dem 19. Jahrhundert ist er Gegenstand zahlreicher Erzählungen.

## Kritik
„Mit viel Pathos angereicherter Kriegsfilm, der in seinen computergenerierten Schlachtpanoramen durchaus beeindruckt, sein Effektgewitter aber überreizt. Die Figuren bleiben zudem konturlos und austauschbar.“